# 元伊勢
元伊勢（もといせ）は、三重県伊勢市に鎮座する伊勢神宮（皇大神宮（内宮）と豊受大神宮（外宮））が、現在地へ遷る以前に一時的にせよ祀られたという伝承を持つ神社・場所。

## 概要
伊勢神宮内宮の祭神・天照大御神は皇祖神であり、第10代崇神天皇の時代までは天皇と「同床共殿」であったと伝えられる。すなわちそれまでは皇居内に祀られていたが、その状態を畏怖した天皇が皇女・豊鋤入姫命にその神霊を託して倭国笠縫邑磯城の厳橿の本に「磯堅城の神籬」を立てたことに始まり、さらに理想的な鎮座地を求めて各地を転々とし、第11代垂仁天皇の第四皇女・倭姫命がこれを引き継いで、およそ90年をかけて現在地に遷座したとされる。遷座の経緯について、『古事記』ではこれを欠くが、『日本書紀』で簡略に、『皇太神宮儀式帳』にやや詳しく、そして中世の『神道五部書』の一書である『倭姫命世記』において、より詳しく記されている。
外宮の祭神である豊受大御神は、『古事記』『日本書紀』に記載を欠いている状況であるものの、『止由気宮儀式帳』や『倭姫命世記』によれば、第21代雄略天皇の時代に天照大御神の神託によって丹波国（丹後国）から遷座したと伝えられている。
天照大御神が遍歴する説話は、『常陸国風土記』の筑波山の話に登場する祖神や民間説話の弘法大師伝説に類するものとされる。一般の神社の縁起でも鎮座地を求めて神が旅する話は多いので、「旅する神」の典型的な類型であるとされる。
元伊勢伝承は『皇太神宮儀式帳』・『止由氣宮儀式帳』や、『古語拾遺』、『延喜式』などの所伝から派生しているが、詳細な伝承地については不明な点が多く、以前は二十数箇所とされていたものが現在では六十箇所を超える。これらは各地の神社に伝わる伝承が元となっており、中には近隣で伝承地を唱えるものもあるなど、伝承地の真偽のほどについては不明である。

## 一覧

### 皇大神宮
| 国名              | 宮名（地名）                       | 宮名（地名）                                                        | 宮名（地名）                           | 候補地（伝承地）                        | 候補地（伝承地）                       | 候補地（伝承地）                       |
| 国名              | 日本書紀                           | 儀式帳                                                              | 世記                                   | 対象名                                  | 所在地                                 | 座標                                   |
| 豊鍬入姫命巡歴    | 豊鍬入姫命巡歴                     | 豊鍬入姫命巡歴                                                      | 豊鍬入姫命巡歴                         | 豊鍬入姫命巡歴                          | 豊鍬入姫命巡歴                         | 豊鍬入姫命巡歴                         |
| ----------------- | ---------------------------------- | ------------------------------------------------------------------- | -------------------------------------- | --------------------------------------- | -------------------------------------- | -------------------------------------- |
| 大和国 （倭国）   | 笠縫邑                             |                                                                     | 笠縫邑 （33年）                        | 檜原神社（大神神社摂社）                | 奈良県桜井市三輪                       | 北緯34度32分18.1秒 東経135度51分16.8秒 |
| 大和国 （倭国）   | 笠縫邑                             | 巻向坐若御魂神社（穴師坐兵主神社右殿）                              | 笠縫邑 （33年）                        | 奈良県桜井市穴師                        | 北緯34度32分42.7秒 東経135度51分29.1秒 |                                        |
| 大和国 （倭国）   | 笠縫邑                             | 奈良県桜井市茅原周辺                                                | 奈良県桜井市茅原周辺                   | 北緯34度32分01秒 東経135度50分55秒      |                                        |                                        |
| 大和国 （倭国）   | 笠縫邑                             | 笠縫神社（多神社境外末社）                                          | 笠縫邑 （33年）                        | 奈良県磯城郡田原本町秦庄（秦楽寺境内）  | 北緯34度32分35.8秒 東経135度47分32.8秒 |                                        |
| 摂津国            |                                    |                                                                     | 太神官社                               | 吉志部神社                              | 大阪府吹田市岸部北4-18-1               | 北緯34度47分1.7秒 東経135度31分51.8秒  |
| 大和国 （倭国）   | 笠縫邑                             |                                                                     | 笠縫邑 （33年）                        | 志貴御県坐神社付近                      | 奈良県桜井市金屋                       | 北緯34度31分31.2秒 東経135度51分10.2秒 |
| 大和国 （倭国）   | 笠縫邑                             | 笠山荒神宮                                                          | 笠縫邑 （33年）                        | 奈良県桜井市笠                          | 北緯34度33分35.3秒 東経135度53分43.3秒 |                                        |
| 大和国 （倭国）   | 笠縫邑                             | 天神社                                                              | 笠縫邑 （33年）                        | 奈良県桜井市小夫                        | 北緯34度34分25.6秒 東経135度54分56.8秒 |                                        |
| 大和国 （倭国）   | 笠縫邑                             | 飛鳥坐神社                                                          | 笠縫邑 （33年）                        | 奈良県高市郡明日香村大字飛鳥            | 北緯34度28分47.4秒 東経135度49分20.3秒 |                                        |
| 丹波国 （但波国） |                                    |                                                                     | 吉佐宮 （4年）                         | 真名井神社（籠神社摂社）                | 京都府宮津市江尻                       | 北緯35度35分11.6秒 東経135度11分54.6秒 |
| 丹波国 （但波国） | 皇大神社                           | 京都府福知山市大江町内宮                                            | 吉佐宮 （4年）                         | 北緯35度25分48.5秒 東経135度09分16.2秒  |                                        |                                        |
| 丹波国 （但波国） | 笶原神社                           | 京都府舞鶴市紺屋                                                    | 吉佐宮 （4年）                         | 北緯35度26分53秒 東経135度19分24.5秒    |                                        |                                        |
| 丹波国 （但波国） | 竹野神社                           | 京都府京丹後市丹後町宮                                              | 吉佐宮 （4年）                         | 北緯35度44分12.3秒 東経135度06分45.1秒  |                                        |                                        |
| 倭国              |                                    |                                                                     | 伊豆加志本宮 （8年）                   | 「笠縫邑」と同所                        | 「笠縫邑」と同所                       | 「笠縫邑」と同所                       |
| 倭国              | 三輪山                             | 奈良県桜井市三輪                                                    | 伊豆加志本宮 （8年）                   |                                         |                                        |                                        |
| 倭国              | 与喜天満神社                       | 奈良県桜井市初瀬字与喜山                                            | 伊豆加志本宮 （8年）                   | 北緯34度32分06秒 東経135度54分41.5秒    |                                        |                                        |
| 倭国              | 長谷寺                             | 奈良県桜井市初瀬                                                    | 伊豆加志本宮 （8年）                   | 北緯34度32分09.3秒 東経135度54分24.6秒  |                                        |                                        |
| 倭国              | 奈良県桜井市初瀬（鳥居跡）         | 奈良県桜井市初瀬（鳥居跡）                                          | 伊豆加志本宮 （8年）                   | 北緯34度31分42秒 東経135度54分08秒      |                                        |                                        |
| 木乃国 （紀伊国） |                                    |                                                                     | 奈久佐浜宮 （3年）                     | 濱宮                                    | 和歌山県和歌山市毛見                   | 北緯34度09分39.8秒 東経135度11分08.4秒 |
| 吉備国            |                                    |                                                                     | 名方浜宮 （4年）                       | 伊勢神社                                | 岡山県岡山市北区番町                   | 北緯34度40分28.8秒 東経133度55分45秒   |
| 吉備国            | 内宮                               | 岡山県岡山市南区浜野1丁目                                           | 名方浜宮 （4年）                       | 北緯34度38分09秒 東経133度56分02.5秒    |                                        |                                        |
| 吉備国            | 穴門山神社                         | 岡山県倉敷市真備町妹                                                | 名方浜宮 （4年）                       | 北緯34度38分41.5秒 東経133度38分46.3秒  |                                        |                                        |
| 吉備国            | 穴門山神社                         | 岡山県高梁市川上町高山市                                            | 名方浜宮 （4年）                       | 北緯34度44分38.7秒 東経133度23分31.3秒  |                                        |                                        |
| 吉備国            | 神明神社                           | 岡山県総社市福井字神明240番地                                       | 名方浜宮 （4年）                       | 北緯34度41分0.23秒 東経133度45分12.69秒 |                                        |                                        |
| 吉備国            | 今伊勢内宮外宮                     | 広島県福山市神村町                                                  | 名方浜宮 （4年）                       | 北緯34度27分26.1秒 東経133度16分35秒    |                                        |                                        |
| 吉備国            | 伊勢部柿本神社                     | 和歌山県海南市日方                                                  | 名方浜宮 （4年）                       | 北緯34度09分35.9秒 東経135度12分48.3秒  |                                        |                                        |
| 吉備国            | 国主神社                           | 和歌山県有田郡有田川町長田                                          | 名方浜宮 （4年）                       | 北緯34度04分27.9秒 東経135度12分50秒    |                                        |                                        |
| 倭国              |                                    |                                                                     | 弥和乃御室嶺上宮 （2年）               | 高宮神社（大神神社摂社）                | 奈良県桜井市三輪字神峯                 | 北緯34度32分06.3秒 東経135度52分00.5秒 |
| 倭国              | 三輪山                             | 奈良県桜井市三輪                                                    | 弥和乃御室嶺上宮 （2年）               |                                         |                                        |                                        |
| 倭姫命巡歴        |                                    |                                                                     |                                        |                                         |                                        |                                        |
| 大和国 （倭国）   | 磯城厳橿之本                       |                                                                     |                                        | 「伊豆加志本宮」に同じか                |                                        |                                        |
| 大和国 （倭国）   |                                    | 美和乃御諸宮                                                        | 弥和乃御室嶺上宮                       | 高宮神社（大神神社摂社）                |                                        |                                        |
| 大和国 （倭国）   | 宇太乃阿貴宮                       | 宇多秋宮 （4年）                                                    | 阿紀神社                               | 奈良県宇陀市大宇陀迫間                  | 北緯34度28分41.6秒 東経135度55分26.4秒 |                                        |
| 大和国 （倭国）   | 菟田筱幡                           | 佐々波多宮                                                          | 佐佐波多宮                             | 篠畑神社                                | 奈良県宇陀市榛原山辺三字篠畑           | 北緯34度33分19.2秒 東経135度59分17.1秒 |
| 大和国 （倭国）   | 菟田筱幡                           | 佐々波多宮                                                          | 佐佐波多宮                             | 葛神社                                  | 奈良県宇陀市榛原山辺三                 | 北緯34度33分10.4秒 東経135度59分09.1秒 |
| 大和国 （倭国）   | 菟田筱幡                           | 佐々波多宮                                                          | 佐佐波多宮                             | 御杖神社                                | 奈良県宇陀郡御杖村神末                 | 北緯34度29分39.1秒 東経136度11分40.3秒 |
| 大和国 （倭国）   | 菟田筱幡                           | 佐々波多宮                                                          | 佐佐波多宮                             | 奈良県宇陀市室生大野周辺                | 奈良県宇陀市室生大野周辺               | 北緯34度33分43秒 東経136度00分36秒     |
| 伊賀国            |                                    |                                                                     | 隠市守宮 （2年）                       | 宇流冨志禰神社                          | 三重県名張市平尾                       | 北緯34度37分08.4秒 東経136度05分36.2秒 |
| 伊賀国            | 三輪神社（現在箕輪神社に合祀）     | （旧社地）三重県名張市箕輪中村字五百刈                              | 隠市守宮 （2年）                       |                                         |                                        |                                        |
| 伊賀国            | 蛭子神社                           | 三重県名張市鍛冶町                                                  | 隠市守宮 （2年）                       | 北緯34度37分07.1秒 東経136度05分22.5秒  |                                        |                                        |
| 伊賀国            | 田村大明神（現在美波多神社に合祀） | （旧社地）三重県名張市東田原                                        | 隠市守宮 （2年）                       |                                         |                                        |                                        |
| 伊賀国            | 名居神社                           | 三重県名張市下比奈知                                                | 隠市守宮 （2年）                       | 北緯34度37分17.9秒 東経136度07分36.1秒  |                                        |                                        |
| 伊賀国            | 伊賀穴穂宮                         | 穴穂宮 （4年）                                                      | 神戸神社                               | 三重県伊賀市上神戸                      | 北緯34度41分28.8秒 東経136度09分03.3秒 |                                        |
| 伊賀国            | 伊賀穴穂宮                         | 穴穂宮 （4年）                                                      | 常福寺                                 | 三重県伊賀市古郡                        | 北緯34度41分05.4秒 東経136度09分10.8秒 |                                        |
| 伊賀国            | 伊賀穴穂宮                         | 穴穂宮 （4年）                                                      | 猪田神社                               | 三重県伊賀市下郡                        | 北緯34度42分43.3秒 東経136度08分44.5秒 |                                        |
| 伊賀国            | 阿閇柘殖宮                         | 敢都美恵宮 （2年）                                                  | 都美恵神社                             | 三重県伊賀市柘植町                      | 北緯34度50分34.8秒 東経136度14分48.9秒 |                                        |
| 伊賀国            | 阿閇柘殖宮                         | 敢都美恵宮 （2年）                                                  | 敢國神社                               | 三重県伊賀市一之宮                      | 北緯34度47分14.9秒 東経136度09分50.1秒 |                                        |
| 近江国 （淡海国） | 近江国                             |                                                                     | 甲可日雲宮 （4年）                     | 垂水頓宮址                              | 滋賀県甲賀市土山町頓宮                 | 北緯34度56分21.2秒 東経136度15分59.5秒 |
| 近江国 （淡海国） | 近江国                             | 大神宮社（現在三上六所神社に合祀）                                  | 甲可日雲宮 （4年）                     | （旧社地）滋賀県甲賀市土山町鮎河周辺    | 北緯34度57分22秒 東経136度20分33秒     |                                        |
| 近江国 （淡海国） | 近江国                             | 皇大神宮（若宮神社境内社）                                          | 甲可日雲宮 （4年）                     | 滋賀県甲賀市土山町大河原                | 北緯34度58分36秒 東経136度20分39秒     |                                        |
| 近江国 （淡海国） | 近江国                             | 高宮神社                                                            | 甲可日雲宮 （4年）                     | 滋賀県甲賀市信楽町多羅尾                | 北緯34度48分48.3秒 東経136度03分41.8秒 |                                        |
| 近江国 （淡海国） | 近江国                             | 桧尾神社                                                            | 甲可日雲宮 （4年）                     | 滋賀県甲賀市甲南町池田                  | 北緯34度53分60.5秒 東経136度12分04.5秒 |                                        |
| 近江国 （淡海国） | 近江国                             | 神明社（上乗寺境内社）                                              | 甲可日雲宮 （4年）                     | 滋賀県湖南市三雲                        | 北緯34度58分32秒 東経136度06分39秒     |                                        |
| 近江国 （淡海国） | 近江国                             | 神明神社                                                            | 甲可日雲宮 （4年）                     | 滋賀県湖南市夏見                        | 北緯34度59分18.4秒 東経136度05分43.2秒 |                                        |
| 近江国 （淡海国） | 近江国                             | 日雲神社                                                            | 甲可日雲宮 （4年）                     | 滋賀県甲賀市信楽町牧                    | 北緯34度54分28.4秒 東経136度05分00.1秒 |                                        |
| 近江国 （淡海国） | 近江国                             | 日雲宮                                                              | 甲可日雲宮 （4年）                     | 滋賀県甲賀市水口町神明                  | 北緯34度58分05.4秒 東経136度10分29.7秒 |                                        |
| 近江国 （淡海国） | 近江国                             | 五十鈴神社                                                          | 甲可日雲宮 （4年）                     | 滋賀県甲賀市水口町東林口                | 北緯34度58分27.8秒 東経136度09分43.4秒 |                                        |
| 近江国 （淡海国） | 近江国                             | 瘡山神社                                                            | 甲可日雲宮 （4年）                     | 滋賀県甲賀市水口町高山                  | 北緯34度57分15.4秒 東経136度08分30秒   |                                        |
| 近江国 （淡海国） | 近江国                             | 川田神社                                                            | 甲可日雲宮 （4年）                     | 滋賀県甲賀市水口町北内貴                | 北緯34度57分37.7秒 東経136度09分21.1秒 |                                        |
| 近江国 （淡海国） | 近江国                             | 田村神社                                                            | 甲可日雲宮 （4年）                     | 滋賀県甲賀市土山町北土山                | 北緯34度55分52.1秒 東経136度17分57.9秒 |                                        |
| 近江国 （淡海国） | 近江国                             | 坂田宮                                                              | 坂田宮 （2年）                         | 坂田神明宮                              | 滋賀県米原市宇賀野                     | 北緯35度20分14.6秒 東経136度17分14秒   |
| 美濃国            | 美濃                               | 伊久良賀宮                                                          | 伊久良河宮 （4年）                     | 天神神社                                | 岐阜県瑞穂市居倉                       | 北緯35度25分20.8秒 東経136度38分37.4秒 |
| 美濃国            | 美濃                               | 伊久良賀宮                                                          | 伊久良河宮 （4年）                     | 名木林神社                              | 岐阜県安八郡安八町大森                 | 北緯35度19分44.8秒 東経136度40分36.5秒 |
| 美濃国            | 美濃                               | 伊久良賀宮                                                          | 伊久良河宮 （4年）                     | 宇波刀神社                              | 岐阜県安八郡安八町森部                 | 北緯35度20分37.4秒 東経136度41分05.7秒 |
| 美濃国            | 美濃                               | 伊久良賀宮                                                          | 伊久良河宮 （4年）                     | 神明神社                                | 岐阜県瑞穂市生津内宮町                 | 北緯35度24分30.0秒 東経136度41分10.4秒 |
| 美濃国            | 美濃                               | 伊久良賀宮                                                          | 伊久良河宮 （4年）                     | 豊受神社                                | 岐阜県瑞穂市生津外宮東町               | 北緯35度24分21.8秒 東経136度41分21.4秒 |
| 尾張国            |                                    |                                                                     | 中島宮                                 | 酒見神社                                | 愛知県一宮市今伊勢町本神戸字宮山       | 北緯35度18分56.6秒 東経136度47分42.8秒 |
| 尾張国            | 浜神明社（真清田神社境外末社）     | 愛知県一宮市桜一丁目                                                | 中島宮                                 | 北緯35度18分23.6秒 東経136度48分26秒    |                                        |                                        |
| 尾張国            | 丸宮神明社（現在中嶋宮に合祀）     | 愛知県一宮市萩原町中島                                              | 中島宮                                 | 北緯35度16分13.1秒 東経136度46分35.7秒  |                                        |                                        |
| 尾張国            | 御園神明社                         | 愛知県清須市一場                                                    | 中島宮                                 | 北緯35度13分18.2秒 東経136度50分34.4秒  |                                        |                                        |
| 尾張国            | 坂手神社                           | 愛知県一宮市佐千原字宮東                                            | 中島宮                                 | 北緯35度19分46.4秒 東経136度48分50.4秒  |                                        |                                        |
| 伊勢国            |                                    |                                                                     |                                        |                                         |                                        |                                        |
| 伊勢国            | 桑名野代宮                         | 桑名野代宮 （4年）                                                  | 野志里神社                             | 三重県桑名市多度町下野代                | 北緯35度07分06.5秒 東経136度38分44.7秒 |                                        |
| 伊勢国            | 桑名野代宮                         | 桑名野代宮 （4年）                                                  | 神戸神館神社                           | 三重県桑名市大字江場                    | 北緯35度03分22.8秒 東経136度40分58.1秒 |                                        |
| 伊勢国            | 桑名野代宮                         | 桑名野代宮 （4年）                                                  | 尾野神社                               | 三重県桑名市大字東方                    | 北緯35度04分27.8秒 東経136度40分37.2秒 |                                        |
| 伊勢国            | 河曲鈴鹿小山宮                     | 奈其波志忍山宮                                                      | 布気皇館太神社                         | 三重県亀山市布気町野尻                  | 北緯34度51分26.4秒 東経136度25分41.8秒 |                                        |
| 伊勢国            | 河曲鈴鹿小山宮                     | 奈其波志忍山宮                                                      | 忍山神社                               | 三重県亀山市野村                        | 北緯34度51分18秒 東経136度26分13秒     |                                        |
| 伊勢国            | 安濃国                             | 阿野国                                                              | （未詳）                               | （未詳）                                | （未詳）                               |                                        |
| 伊勢国            | 壱志藤方片樋宮                     | 阿佐加藤方片樋宮 （4年）                                            | 加良比乃神社                           | 三重県津市藤方字森目                    | 北緯34度41分01.6秒 東経136度30分27.5秒 |                                        |
| 伊勢国            | 壱志藤方片樋宮                     | 阿佐加藤方片樋宮 （4年）                                            | 阿射加神社                             | 三重県松阪市小阿坂町                    | 北緯34度35分27.1秒 東経136度28分09.1秒 |                                        |
| 伊勢国            | 壱志藤方片樋宮                     | 阿佐加藤方片樋宮 （4年）                                            | 阿射加神社                             | 三重県松阪市大阿坂町                    | 北緯34度35分53.7秒 東経136度28分05.6秒 |                                        |
| 伊勢国            | 壱志藤方片樋宮                     | 阿佐加藤方片樋宮 （4年）                                            | 雲出神社                               | 三重県津市雲出本郷町                    | 北緯34度39分40.6秒 東経136度31分20.4秒 |                                        |
| 伊勢国            | 飯野高宮                           | 飯野高宮（高丘宮） （4年）                                          | 神山神社                               | 三重県松阪市山添町字神山                | 北緯34度31分30.8秒 東経136度34分10.7秒 |                                        |
| 伊勢国            | 飯野高宮                           | 飯野高宮（高丘宮） （4年）                                          | 神戸神館神明社                         | 三重県松阪市下村町                      | 北緯34度33分11.4秒 東経136度32分59.6秒 |                                        |
| 伊勢国            | 飯野高宮                           | 飯野高宮（高丘宮） （4年）                                          | 牛庭神社                               | 三重県松阪市下蛸路町                    | 北緯34度31分22.2秒 東経136度32分31.1秒 |                                        |
| 伊勢国            | 飯野高宮                           | 飯野高宮（高丘宮） （4年）                                          | 久尓都神社（現在加世智神社に合祀）     | （旧社地）三重県松阪市郷津町字里中周辺  | 北緯34度35分14秒 東経136度32分53秒     |                                        |
| 伊勢国            | 飯野高宮                           | 飯野高宮（高丘宮） （4年）                                          | 滝野神明社（現在水屋神社に合祀）       | （旧社地）三重県松阪市飯高町作滝周辺    | 北緯34度25分50秒 東経136度18分57秒     |                                        |
| 伊勢国            | 飯野高宮                           | 飯野高宮（高丘宮） （4年）                                          | 花岡神社                               | 三重県松阪市飯高町宮前                  | 北緯34度25分52.6秒 東経136度20分01.5秒 |                                        |
| 伊勢国            | 多気佐々牟迤宮                     | 佐佐牟江宮 （佐佐牟江社）                                           | 竹佐々夫江神社                         | 三重県多気郡明和町山大淀                | 北緯34度33分54.2秒 東経136度38分58.9秒 |                                        |
| 磯宮              | 玉岐波流礒宮                       | 伊蘓宮                                                              | 磯神社                                 | 三重県伊勢市磯町字権現前                | 北緯34度31分10.9秒 東経136度42分04.2秒 |                                        |
| 磯宮              | 玉岐波流礒宮                       | 伊蘓宮                                                              | 相可上神社                             | 三重県多気郡多気町相可字磯部寺          | 北緯34度30分15.3秒 東経136度32分30.6秒 |                                        |
|                   |                                    | 大河之滝原之国                                                      | 瀧原宮（皇大神宮別宮）                 | 三重県度会郡大紀町滝原                  | 北緯34度21分58.6秒 東経136度25分33.3秒 |                                        |
| 矢田宮            | 口矢田ノ森                         | 三重県伊勢市楠部町字口矢田周辺                                      | 北緯34度28分17秒 東経136度44分42秒     |                                         |                                        |                                        |
| 宇治家田田上宮    | 家田々上宮                         | 神宮神田南の忌鍬山山頂（西ノ森）                                    | 三重県伊勢市楠部町周辺                 | 北緯34度28分24秒 東経136度44分23秒      |                                        |                                        |
| 宇治家田田上宮    | 家田々上宮                         | 大土御祖神社（皇大神宮摂社）                                        | 三重県伊勢市楠部町字尾崎               | 北緯34度28分34.1秒 東経136度44分15.2秒  |                                        |                                        |
|                   | 奈尾之根宮                         | 那自売神社（皇大神宮末社） （現在宇治山田神社<皇大神宮摂社>に同座） | （旧社地）三重県伊勢市宇治中之切町周辺 | 北緯34度27分45秒 東経136度43分20秒      |                                        |                                        |
| 渡遇宮            | 大宮                               | 五十鈴宮 （五十鈴川上宮）                                           | 皇大神宮                               | 三重県伊勢市宇治館町                    |                                        |                                        |

1. 1 2 3  「吉備国」を「紀伊国名草郡吉備郷」と見る説もある（『大日本地名辞書』や伴信友『倭姫命世記考』など）。
2. ↑  「一云」として記載。
3. ↑  河曲と鈴鹿は異なる郡なので、御巫清直は、『儀式帳』における記載は河曲郡の伝承が脱漏したものであろうとする（『太神宮本記帰正鈔』）。なお群書類従本『儀式帳』には「河曲次〔イ无〕鈴鹿」とある
4. 1 2  「藤方宮」が壱志（一志）郡と安濃郡と両様に書かれているのは、「方（かた）」が「潟（かた）」であり、阿佐加の地一帯がかつて潟湖をなしていたため、所属郡を明確にしえなかったためであろうとされている（櫻井治男「阿射加神社」<『日本の神々-神社と聖地』第6巻、白水社、1986年所収>）。
5. ↑  「一書曰」として「安濃藤方片樋宮」にも作る。
6. ↑  「一云」として記載。この「一云」は雄略天皇朝の豊受大神宮遷座の記事が誤入されたもので、「渡遇宮」は豊受大神宮の事であるとする説もある（田中卓「神宮の創祀と発展」（1959年）、「外宮御鎮座の年代と意義」（1977年）、「神宮の創祀について」（1984年）（いずれも田中卓著作集4巻に所収））。

### 豊受大神宮
| 国名   | 宮名（地名） | 宮名（地名）                                      | 候補地（伝承地）         | 候補地（伝承地）                                                | 候補地（伝承地）                       |
| 国名   | 儀式帳       | 世記                                              | 対象名                   | 所在地                                                          | 座標                                   |
| ------ | ------------ | ------------------------------------------------- | ------------------------ | --------------------------------------------------------------- | -------------------------------------- |
| 丹波国 | 比治真奈井   | 与佐之小見比治之魚井原 （与謝郡比冶山頂麻奈井原） | 比沼麻奈為神社           | 京都府京丹後市峰山町久次字宮ノ谷                                | 北緯35度35分33.4秒 東経135度01分44.4秒 |
| 丹波国 | 比治真奈井   | 与佐之小見比治之魚井原 （与謝郡比冶山頂麻奈井原） | 奈具神社                 | 京都府京丹後市弥栄町船木                                        | 北緯35度40分15.3秒 東経135度06分10.2秒 |
| 丹波国 | 比治真奈井   | 与佐之小見比治之魚井原 （与謝郡比冶山頂麻奈井原） | 真名井神社（籠神社摂社） | 京都府宮津市字中野                                              | 北緯35度35分11.7秒 東経135度11分54.5秒 |
| 丹波国 | 比治真奈井   | 与佐之小見比治之魚井原 （与謝郡比冶山頂麻奈井原） | 豊受大神社               | 京都府福知山市大江町天田内                                      | 北緯35度24分09.2秒 東経135度09分05秒   |
| 摂津国 |              |                                                   | 大神木神社（假宮・姫宮） | 大阪府吹田市山田市場(旧：摂津国三島郷大神木) (旧社地)吹田市尺谷 | 北緯34度47分34.1秒 東経135度32分11秒   |
| 伊勢国 | 度会宮       | 山田原宮                                          | 豊受大神宮               | 三重県伊勢市豊川町                                              | 北緯34度29分14秒 東経136度42分10.45秒  |